# Scenidiopis
Scenidiopis är ett släkte av fjärilar. Scenidiopis ingår i familjen mott.
Kladogram enligt Catalogue of Life:
| Scenidiopis | \| \| Scenidiopis chionozyga \| \| \| \| \| \| Scenidiopis heterozyga \| \| \| \| |
|             | \| \| Scenidiopis chionozyga \| \| \| \| \| \| Scenidiopis heterozyga \| \| \| \| |
|             | Scenidiopis chionozyga                                                            |
|             |                                                                                   |
|             | Scenidiopis heterozyga                                                            |
|             |                                                                                   |